# Villagarcía de la Torre
Villagarcía de la Torre (extremadurai nyelven Villagarcía dela Torri) község Spanyolországban, Badajoz tartományban. Villagarcía de la Torre Llerena, Bienvenida, Usagre, Valencia de las Torres és Higuera de Llerena községekkel határos. Lakosainak száma 891 fő (2024).

## Népesség
A település népessége az utóbbi években az alábbiak szerint változott:
| Lakosok száma | 1033 | 1012 | 1003 | 986  | 1012 | 959  | 942  | 907  | 910  | 891  |
|               | 2001 | 2004 | 2006 | 2009 | 2011 | 2014 | 2016 | 2019 | 2021 | 2024 |